# Robert II de Bellême
Pour les articles homonymes, voir Robert II, Robert de Bellême et Robert le Diable (homonymie).
Robert II de Bellême (de Montgommery) (c. 1052 – château de Warham (Norfolk), après 1113), fut comte de Ponthieu, vicomte d'Hiémois, d'Argentan, de Falaise dans le duché de Normandie, seigneur de Bellême en France, et 3e comte de Shrewsbury en Angleterre. 
Il fut l'un des principaux protagonistes de l'anarchie qui succéda à la mort en 1087 de Guillaume le Conquérant, duc de Normandie et roi d'Angleterre. Alors que les trois fils de ce dernier se disputaient l'héritage paternel, il tenta de conserver l'intégralité de ses biens, mais finit par tout perdre. Après lui avoir retiré son comté anglais en 1102, Henri Beauclerc, le benjamin du Conquérant, le fit prisonnier dix ans plus tard et l'emprisonna jusqu'à sa mort.

## Un baron au statut particulier
Robert II de Bellême est le fils aîné de Mabile de Bellême et de Roger II de Montgommery, compagnon de Guillaume le Conquérant. La mort de ses parents (respectivement en 1077 et 1094) lui offre un héritage important - un ensemble de territoires à cheval sur le Maine et la Normandie. Ces possessions le placent dans la vassalité de trois maîtres différents : le duc de Normandie, le comte du Maine et le roi de France. Trente-quatre châteaux défendent son territoire - ce qui lui assure une place de toute première importance dans le duché. Mais pas seulement. En 1099, il succède à son frère cadet Hugues de Montgommery à la tête du comté de Shrewsbury en Angleterre. Enfin, grâce à son mariage avec Agnès de Ponthieu, il devient vers 1100, le nouveau comte de Ponthieu au décès de son beau-père.
La puissance de Robert de Bellême s'appuie sur un réseau castral dense. D'après Orderic Vital, le baron commande 34 châteaux sur les marches normanno-mancelles. Citons parmi ces forteresses : Bellême bien sûr, Alençon, Domfront, Argentan, Ballon, Ceton, Lurson, Fourches, Boitron, Almenêches. Le moine-historien raconte comment Robert construit des places fortes en usurpant des terres dans des secteurs stratégiques, par exemple à La Courbe dans le pays d'Houlme. Cet ensemble de fortifications est en lien avec la politique belliqueuse du seigneur de Bellême. Dans les années 1090, la faible autorité du duc de Normandie Robert Courteheuse favorise la renaissance des conflits locaux dans le duché et les régions bordières. Le seigneur de Bellême y est très impliqué. Il rallume la vieille guerre familiale contre les Giroie et du coup s'accroche avec leurs alliés, les sires de l'Aigle. Dans le Hiémois, il essaie de s'imposer face aux autres grandes familles de la région : les seigneurs de Courcy et de Grandmesnil. Plusieurs voisins du duché de Normandie lui sont hostiles. Les comtes de Mortagne, Geoffroy puis Rotrou revendiquent une partie des territoires de la famille de Montgommery. Le comte du Maine Élie de la Flèche et plusieurs seigneurs manceaux cherchent à affaiblir leur dangereux voisin.
Les opérations militaires et les travaux de fortifications coûtent tellement que le seigneur de Bellême doit s'en prendre parfois aux terres d'Église. D'où les exactions contre les propriétés de l'abbaye d'Ouche et l'évêché de Sées, écrit le moine.   

## Robert de Bellême et Robert Courteheuse (1077-1096): une alliance chancelante

### Sous Guillaume le Conquérant (vers 1077-1087)
Le premier coup d'éclat de Robert de Bellême se situe en 1077 quand il décide de soutenir la rébellion du fils aîné de Guillaume le Conquérant, Robert Courteheuse, contre son père. Ensemble, ils quittent la Normandie et trouvent refuge chez le comte de Flandre Robert le Frison puis à la cour du roi de France Philippe Ier. Robert Courteheuse finit par faire la paix avec son père en 1078.
Dans les années 1080, alors que sa mère est morte, Robert contrôle les possessions familiales en France. Son père, qui est encore vivant, s'implique davantage dans les affaires anglaises. Robert préside la cour baronniale et accumule ainsi une certaine expérience du pouvoir et de l'administration.
Mais quand en 1087, Robert de Bellême apprend sur la route de Rouen la mort du duc, il rebrousse chemin, revient sur ses terres et y chasse toutes les garnisons ducales de ses châteaux, notamment à Alençon et Bellême. Le turbulent seigneur entend être le seul maître en son domaine. L'anarchie qui règne en Normandie après Guillaume le Conquérant lui laisse espérer plus. Le duché est miné par la rivalité entre les trois fils du défunt duc, Robert Courteheuse, Guillaume le Roux et Henri Beauclerc. Robert de Bellême va tenter de tirer profit de la confusion.

### La rébellion et l'emprisonnement en 1088
En 1088, le seigneur de Bellême trempe dans le complot ourdi par les plus hauts barons anglo-normands contre Guillaume le Roux, roi d'Angleterre. Le but était d'obtenir la déposition de ce dernier et d'offrir la couronne à son frère aîné Robert Courteheuse, duc de Normandie. Robert de Bellême figure dans l'avant-garde des troupes de Courteheuse à Rochester. Le trône de Guillaume est très menacé mais ce dernier réussit à désolidariser le vieux Roger II de Montgommery, le père de Robert de Bellême, des autres conjurés. Finalement le roi triomphe de la rébellion. Robert de Bellême est pardonné, sûrement grâce à l'appui paternel. Il quitte l'Angleterre pour rejoindre la Normandie.
À peine débarqué sur le sol normand, il est arrêté en compagnie d'Henri Beauclerc car Robert Courteheuse les soupçonne de conspirer. L'arrestation favorise surtout les desseins militaires du duc de Normandie qui se prépare à mener une campagne militaire dans le Maine pour soumettre la noblesse locale. Or, Robert de Bellême est l'un des plus importants seigneurs de cette région. Emprisonné à Neuilly-l'Évêque, il ne pourra pas s'opposer à cette reprise en main ducale. L'arrestation provoque la colère de Roger II de Montgommery. Quittant l'Angleterre, il rejoint la Normandie et met en défense la seigneurie de Bellême et l'Hiémois. Après avoir rétabli son pouvoir sur le Maine, le duc de Normandie assiège plusieurs châteaux de la famille de Montgommery. Saint-Céneri-le-Gérei est pris à l'automne 1088. C'est après cette victoire qu'il accepte de traiter avec Roger de Montgommery. Robert de Bellême est libéré mais il ne retrouve pas son château de Saint-Céneri qui est confié par le duc à un ennemi de la famille, Robert Giroie.

### Le bref revirement de 1094
Après ces événements de 1088, Robert de Bellême choisit pourtant de servir fidèlement Robert Courteheuse pendant plusieurs années. Il figure parmi ses principaux conseillers et lui apporte son aide lors de la rébellion de Rouen en 1090. À l'inverse, en 1092, Robert Courteheuse appuie son vassal lorsque ce dernier assiège le château de son ennemi Richard de Courcy.
Toutefois, certains actes du duc ne favorisent pas Robert de Bellême. Robert Courteheuse remet par exemple la forteresse d'Exmes à Gilbert de l'Aigle alors que le seigneur de Bellême espérait légitimement que cette place lui revienne du fait de sa position en Hiémois. En 1093, Robert Giroie se révolte contre le duc. Ce dernier saisit le château de Saint-Céneri puis traite avec le rebelle. Robert de Bellême s'attend à ce que la place lui revienne ou au moins, à ce qu'elle reste dans les mains ducales. Or, au terme d'un accord généreux, le duc choisit de rendre le château aux Giroie.
En 1094, sûrement déçu, Robert de Bellême se tourne vers le frère de Robert Courteheuse, Guillaume le Roux. Il ouvre aux hommes du roi d'Angleterre plusieurs forteresses dont celle d'Argentan. Cependant, Robert Courteheuse réagit aussitôt et, à la tête de son armée, recouvre les châteaux avec l'aide du roi de France. Robert de Bellême retourne alors dans la fidélité au duc.

## Robert de Bellême et Guillaume le Roux (1096-1100)
En 1096, le duc Robert Courteheuse part pour la première Croisade et laisse la garde du duché à son frère Guillaume le Roux, roi d'Angleterre. Robert de Bellême change donc de maître mais ce bouleversement se révèle profitable pour lui.
Lors de la campagne en Vexin en 1097, le roi d'Angleterre en fait son chef des armées (sénéchal). Ses talents d'ingénieur militaire sont appréciés. Il sait aussi bien construire des engins de siège que des forteresses. Guillaume le Roux lui confie l'édification du château de Gisors, sur la frontière orientale du duché. En avril 1098, Robert de Bellême réalise un bel exploit en capturant le comte du Maine, Élie de la Flèche que le roi cherchait à soumettre.
Les services du seigneur de Bellême sont récompensés. En 1098, son frère Hugues de Montgommery, comte de Shrewsbury, est tué lors d'un combat au Pays de Galles. Guillaume accepte que Robert hérite du comté contre le paiement de 3000 £. Le baron réussit donc à rassembler entre ses mains le patrimoine paternel (le comté de Shrewsbury, une partie du pays de Galles, le Hiémois) et maternel (la seigneurie de Bellême). De surcroît, il reçoit probablement la garde du château de Tickhill dans le sud du Yorkshire.
En 1100, un nouveau décès favorise Robert de Bellême. Guy Ier de Ponthieu meurt et Robert, en tant que gendre, hérite du comté. Maître du Ponthieu et du comté de Shrewsbury, seigneurs de nombreux fiefs dans le Maine et en Normandie, il est alors à l'apogée de sa puissance.

## Robert de Bellême contreHenriIerd'Angleterre (1100-ap.1130)

### La rébellion de 1101-1102
La fidélité de Robert de Bellême est remise en cause par l'assassinat de Guillaume le Roux et son remplacement sur le trône d'Angleterre par son frère cadet, Henri Beauclerc (1100). Les deux hommes sont désormais ennemis. Quelques années plus tôt, le fils benjamin de Guillaume le Conquérant avait enlevé à Robert la ville de Domfront.
Robert Courteheuse revient de la croisade un mois après le couronnement d'Henri. Il ne compte pas abandonner ses droits sur le trône anglais et, pour les affirmer, débarque en Angleterre (1101). Certains barons anglo-normands, notamment Yves de Grandmesnil, Guillaume II de Warenne et Robert de Bellême, accueillent favorablement ce débarquement car ils espèrent ainsi l'éviction d'Henri et la réunion de la Normandie et de l'Angleterre au profit d'un seul maître. Le fait d'être soumis à deux seigneurs rivaux rendait en effet leur situation délicate.
La menace de son frère oblige Henri à négocier puis à faire d'importantes concessions au traité d'Alton. Mais l'essentiel est acquis pour lui : il garde le Royaume d'Angleterre. Libéré du problème posé par Robert Courteheuse, le roi peut alors s'attaquer aux barons qui l'avaient trahis quelques mois plus tôt. Robert de Bellême est sur la liste. Assigné à la cour royale pour répondre de 45 charges, il refuse de comparaître et se précipite mettre en défense ses châteaux anglais et gallois. En conséquence, Henri Ier Beauclerc rassemble une armée puis se lance dans le siège de toutes les forteresses comtales : Arundel, Tickhill, Bridgnorth et Shrewsbury tombent successivement au cours de l'année 1102. Robert de Bellême est contraint de négocier. Il n'obtient la liberté qu'à condition de renoncer à tous ses biens anglais. Ses frères Arnoul de Montgommery et Roger le Poitevin doivent se soumettre aux mêmes conditions. Robert de Bellême part donc se réfugier en Normandie où la situation n'est pas meilleure car Henri Ier a réussi à convaincre Robert Courteheuse de punir le vassal rebelle. Ce dernier se retrouve donc aux abois. Il est même contraint pour s'en sortir d'incendier l'abbaye familiale d'Almenêches où l'armée ducale était rassemblée. Les hommes de Robert de Bellême résistent toutefois avec succès. Incapable de faire tomber la seigneurie de Bellême, le duc de Normandie choisit de se réconcilier avec Robert.
En 1103 et 1104, les deux frères, Henri Beauclerc et Robert Courteheuse, se rencontrent. Le premier reproche au second d'avoir fait la paix avec Robert de Bellême et d'avoir rétabli ce baron dans la faveur ducale. En manque d'allié, le duc de Normandie ne répond pas à la demande de son frère de châtier son vassal. Robert de Bellême profite de cette protection pour attaquer les terres des fidèles d'Henri sur le continent.

### La chute de Robert de Bellême (1105-après 1130)
En 1105, à l'appel de plusieurs barons normands, le roi d'Angleterre Henri Ier Beauclerc débarque en Normandie afin de renverser Robert Courteheuse. La bataille décisive a lieu à Tinchebray en 1106. Aux côtés du duc de Normandie, figure Robert de Bellême. Il commande l'un des trois corps. Le combat tourne à l'avantage du roi d'Angleterre. Constatant la déconfiture de son maître, Robert de Bellême s'enfuit avant la fin de la bataille. Henri Ier remporte la victoire, capture son frère et lui succède comme duc de Normandie. C'est peut-être pour consolider cette nouvelle position qu'avant la fin de l'année 1106 le vainqueur fait la paix avec Robert de Bellême. Il est confirmé vicomte d'Hiémois tandis qu'en échange, il rend toutes les terres qu'il a usurpées dont Argentan.
En dépit de cette paix, la suspicion se développe entre les deux personnages. Henri isole diplomatiquement Robert en s'alliant avec des familles traditionnellement proches des Bellême. Il marie deux de ses filles naturelles au vicomte du Maine Roscelin de Beaumont et au seigneur de Laval. Le roi installe à la Courbe (un château construit puis rendu par Robert) un de ses hommes les plus fidèles, Néel d'Aubigny. D'un autre côté, la soumission de Robert de Bellême est toute relative. Il ne présente pas régulièrement ses comptes à l'autorité ducale comme un vicomte doit le faire. Surtout, il complote avec le comte d'Anjou Foulque V et le roi de France Louis VI pour mettre sur pied une nouvelle rébellion contre Henri. Les conjurés forment donc une redoutable coalition qui rapidement s'évanouit. Robert se retrouve seul contre le roi d'Angleterre. Ce dernier réagit de la même manière qu'en 1101-1102. En novembre 1112, il cite le rebelle à comparaître devant sa cour à Bonneville-la-Louvet. Il doit répondre de plusieurs charges : agissement contre les intérêts de son seigneur, absences répétées à la cour, refus de présenter ses comptes au roi pour les vicomtés d'Exmes, de Falaise et d'Argentan. Cette fois, Robert de Bellême ne se dérobe pas. Rassuré par son statut d'ambassadeur du roi de France, qui lui assure l'immunité, il se présente à Bonneville-la-Louvet. Henri Ier ne se laisse pas impressionner et l'arrête, contre toutes les lois de la guerre. Robert est condamné puis envoyé captif en Angleterre au château royal de Warham (Norfolk) en Angleterre. Dès la fin de l'année 1112, le roi entreprend la conquête de la seigneurie de Bellême qui tombe entièrement avant l'été 1113. C'est une grande victoire pour Henri puisqu'en quelques mois, il s'est débarrassé d'un des plus puissants barons normands et a soumis un territoire longtemps fidèle à l'autorité ducale, mais rebelle à l'autorité royale.
Comme son ancien allié Robert Courteheuse, Robert de Bellême finit ses jours en prison. Il meurt peu après 1130.

## Robert le Diable?
Les historiens connaissent assez bien Robert de Bellême car dans son Historia ecclesisatica, le chroniqueur anglo-normand Orderic Vital parle abondamment de lui. Il détaille ses nombreux méfaits (en citer un ?) et brosse un portrait diabolique du personnage. Quelques auteurs des siècles passés ont par conséquent surnommé le seigneur de Bellême Robert le Diable.
Aujourd'hui, les historiens de la Normandie soupçonnent Orderic Vital d'avoir noirci le portrait et analysent avec prudence le récit du chroniqueur. Ce dernier avait en effet de bonnes raisons pour lui en vouloir. Robert de Bellême s'était à plusieurs reprises attaqué aux biens et aux paysans de l'abbaye d'Ouche, où Vital était moine. Qui plus est, le lignage de Bellême entretenait une haine farouche contre les Grandmesnil et les Giroie, familles fondatrices du  monastère[réf. nécessaire].

### Robert de Bellême et l'Église
Pour Orderic Vital, Robert de Bellême fut un « implacable persécuteur de l'Église ». En effet, ses actes ne plaident pas en sa faveur : le baron ne fut jamais un grand bienfaiteur pour les établissements religieux et au contraire, pilla ou s'appropria leurs biens. Ces exactions poussèrent d'ailleurs en 1104 l'évêque de Sées Serlon puis l'abbé de Sées Raoul à quitter la région. Ils rejoignirent le roi Henri en Angleterre. Ce dernier apparaissait comme un protecteur pour l'Église alors que Robert fut excommunié par l'évêque.
Selon l'historien Kathleen Thompson, l'attitude de Robert procède surtout d'un chef militaire qui cherche par tous les moyens à trouver des subsides, quitte à s'en prendre aux possessions cléricales. Sa conduite n'est en rien exceptionnelle à son époque. Guillaume le Roux se comportait de la même manière.

### Un homme cruel?
Orderic Vital raconte comment Robert de Bellême avait coutume de saisir les honneurs de ses ennemis (en citer un ?), de brûler leurs châteaux (en citer un ?), ou de mutiler ses prisonniers (en citer un). Il l'appelle « le boucher sans pitié ». L'hagiographe Geoffroi Grossus confirme dans sa Vita Bernardi les tortures qu'infligeait le baron. En 1092, le fils de Robert Giroie mourut comme otage chez le seigneur de Bellême (faux, mort vers 1124). Cette cruauté n'est pas sans rappeler celle de son grand-père, le terrible Guillaume II Talvas (préciser et prouver).
Kathleen Thompson se demande si tous ces témoignages ne sont pas exagérés. Elle en tient pour preuve que lorsque Vital évoque les exactions de Robert contre les Gallois, les sources galloises n'en disent mot et accusent plutôt son père Roger et son frère Hugues.
Toujours selon le moine de Saint-Évroult, Robert de Bellême aurait retenu sa femme Agnès de Ponthieu prisonnière dans le château de Bellême avant qu'elle ne réussisse à s'enfuir. Kathleen Thompson propose une autre lecture. Peu après la première année de son fils, Agnès quitta Bellême avec l'accord de son mari afin d'aider son vieux père à administrer le Ponthieu. Deux documents suggèrent en effet une bonne entente entre Robert de Bellême et son beau-père.

### Les talents de Robert
Il ne fait pas de doute que Robert était reconnu pour ses qualités d'homme militaire. Même Orderic Vital l'admet. Robert de Bellême maîtrisait notamment la poliorcétique. Guillaume le Roux utilisa les compétences de son baron pour la construction du château de Gisors. Robert éleva aussi des forteresses pour son compte (Château-Gonthier à la Courbe, Bridgnorth en Angleterre). Il savait aussi  construire des engins de siège. La capitulation de Bréval en 1092 lui doit beaucoup.
Comme ses contemporains, Robert évita les batailles rangées sauf celle de Tinchebray. Mais dans les engagements d'échelle moins importante, il fit preuve d'habileté. La capture d'Hélie de la Flèche en 1098 le prouve.
L'historien Lucien Musset a révélé les capacités d'administration chez le seigneur de Bellême. Ce dernier s'évertua à jouer son rôle d'arbitre lors des conflits au sein de sa seigneurie. Sa justice montre quelques éléments de modernité.
En conclusion, alors qu'Orderic Vital montre Robert comme un homme sadique, violent et turbulent, l'historienne britannique Kathleen Thompson offre un portrait plus nuancé. À travers l'étude de sa carrière, elle le définit comme un personnage de caractère, un soldat compétent, un administrateur capable mais un homme politique peu inspiré.

## Famille et descendance
Il était le fils aîné de Roger II de Montgommery, vicomte d'Hiémois, comte de Shrewsbury, et Mabile de Bellême.
Il épousa Agnès de Ponthieu, fille du comte Guy Ier de Ponthieu. Ils eurent pour descendance connue :
- Guillaume Ier Talvas (v. 1095-1171), comte de Ponthieu et seigneur d'Alençon ;
- André.

Robert avait quatre frères :
- Hugues de Montgommery, comte de Shrewsbury ;
- Arnoul de Montgommery, seigneur d'Holderness en Angleterre ;
- Roger le Poitevin ;
- Philippe de Montgommery, mort en Croisade.